# Alfred Wetzler
Alfréd Wetzler, né le 10 mai 1918 à Nagyszombat, Autriche-Hongrie (après le 28 octobre 1918, Trnava, Tchécoslovaquie) et mort le 8 février 1988 à Bratislava, Tchécoslovaquie, fut un prisonnier au camp de concentration d'Auschwitz, parce qu'il était juif. Avec un autre prisonnier, il fut parmi les peu nombreux qui réussirent à s'en évader. Les deux furent à l'origine de l'un des protocoles d'Auschwitz qui dévoilèrent au monde les atrocités commises là-bas par les nazis, notamment le caractère de génocide de la mise à mort des Juifs. Wetzler écrivit, sous le pseudonyme Jozef Lánik, des livres sur les expériences qu'il avait vécues.

## Biographie

### Avant sa déportation
Alfréd Wetzler naît dans une famille d'ouvriers qui avait aussi trois autres enfants. Il fait des études au lycée mais ne les finit pas, pour des raisons matérielles. À partir de 1936, il est ouvrier, jusqu'en 1940, quand la Slovaquie est déjà un État indépendant allié du Troisième Reich, ayant des lois antisémites. Wetzler, en tant que Juif, est recruté au service militaire dans une unité de travail dans une briqueterie. En 1941, il est accusé de sabotage, emprisonné pendant quatre mois à Bratislava, puis libéré. Peu de temps après, il est emmené par des membres de la Garde Hlinka, une milice pro-nazie, au camp de travail de Sereď. En avril 1942, on annonce dans le camp que 1000 volontaires iront faire des travaux agricoles, sans qu'on dise où, et Wetzler est volontaire.

### À Auschwitz
Les 1000 Juifs sont emmenés au camp d'Auschwitz I le 13 avril 1942,,,, où on tatoue à Wetzler le numéro matricule 29162. Il est transféré au camp adjacent Auschwitz II-Birkenau, dont la construction n'est pas encore achevée, et il est utilisé à des travaux physiques dans des condions inhumaines pendant trois mois environ.
Wetzler a la chance d'être utilisé dans la période suivante, jusqu'à son évasion, à tenir des documents, d'abord dans un soi-disant « hôpital », plutôt un mouroir. Wetzler y tient l'évidence des morts sur place et de ceux sélectionnés pour être gazés. Il y travaille jusqu'au 15 janvier 1943, puis il fait le même travail à la morgue. En juin 1943, il est transféré pour tenir les documents d'une baraque de prisonniers dont le Blockälteste, c'est-à-dire détenu chef, est un compatriote, Arnošt Rosin.

### L'évasion

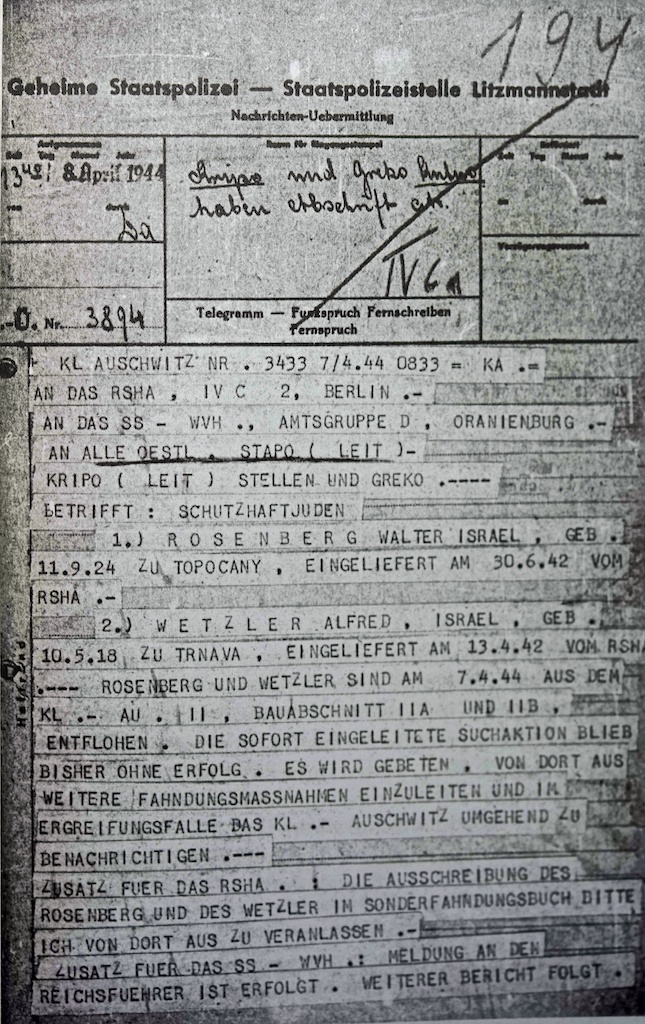
Télégramme de la Gestapo du 8 avril 1944 rapportant l'évasion

Wetzler rencontre au camp Walter Rosenberg, qui s'appellera plus tard Rudolf Vrba, et qu'il a déjà connu à Trnava, utilisé lui aussi à tenir des documents. Au printemps 1944, ils décident de s'évader. Vrba affirmera plus tard que leur intention est non seulement de devenir libres, mais aussi d'informer le monde extérieur et de prévenir les Juifs encore non déportés sur ce qui se passe dans le camp, d'autant plus qu'il s'y effectue des travaux pour l'étendre. Ils sont aidés par plusieurs camarades à se procurer le nécessaire : des vêtements, de la nourriture, des médicaments, des cigarettes, un briquet, un rasoir, une torche. Il y a déjà une cachette préparée dans une pile de planches, dans une zone en construction située entre la clôture intérieure et celle extérieure du camp, zone non gardée la nuit. Elle a été utilisée par quatre autres prisonniers qui s'y étaient cachés pendant trois jours avant de s'évader, mais avaient été repris une semaine après.
Le 7 avril, Vrba et Wetzler entrent dans la cachette et deux camarades réarangent les planches pour la masquer,. Ils savent à la suite d'évasions antérieures que les SS cherchent les évadés pendant trois jours dans le périmètre du camp, par conséquent, ils ne sortent de leur cachette que le 10 avril au soir.
Les deux évadés se déplacent seulement à pied, en évitant les endroits à découvert, en contournant les localités, dans des bois autant que possible et plutôt la nuit, à peu près le long de la rivière Soła dont la source est dans les montagnes qui séparent la Pologne de la Slovaquie. Ils risquent quelques fois d'être pris. Une fois, des policiers militaires allemands tirent dans leur direction sans les toucher. Ils sont parfois nourris et hébergés par des paysans polonais qui habitent des fermes isolées. Le dernier de ceux-ci les guide jusqu'à la frontière de la Slovaquie.

### Après l'évasion
Wetzler et Vrba passent en Slovaquie le 21 avril et tombent sur un paysan du village de Skalité qui est en train de labourer son champ. Il les héberge chez lui et les informe sur la présence d'un médecin juif dans la ville la plus proche, Čadca, puis les conduit chez celui-ci. À ce moment-là, les déportations sont provisoirement arrêtées en Slovaquie. Le hasard fait que Vrba connaît ce médecin, qui annonce au Conseil juif de Slovaquie, créé sur ordre des autorités, la présence des évadés. Ils partent à Žilina, où ils rencontrent des représentants du conseil venus de Bratislava. L'un d'eux formule un rapport consignant leurs relations sur le camp d'Auschwitz et celui de Majdanek, où Vrba a été déporté d'abord.
À l'indication du conseil, les deux amis habitent pendant six semaines à Liptovský Mikuláš, avec des faux papiers et un revenu modeste fournis par le conseil.
Wetzler va vivre à Bratislava, où il loge avec son ami Czesław Mordowicz, qu'il a connu à Auschwitz, et qui s'est évadé lui aussi, le 27 mai 1944, avec Arnošt Rosin. Wetzler a un frère qui habite avec sa famille à Nitra. Un jour il y va avec Mordowicz pour les convaincre de venir vivre à Bratislava, plus propice pour éviter d'être déportés, car les déportations ont repris. Ils ne parviennent pas à les rencontrer, parce que des membres de la Garde Hlinka les arrêtent, voulant les emmener à leur siège pour vérifier leur identité. Les deux camarades ont des pistolets, tirent en l'air et réussissent à s'enfuir.
En août 1944, en Slovaquie, des partisans combattent les autorités, c'est pourquoi, le 29 août, les troupes allemandes commencent à envahir le pays. Alors éclate contre elles le soulèvement national slovaque, auquel Vrba participe. Quand le soulèvement est écrasé, il continue à se battre comme partisan. Wetzler le rejoint en février 1945, mais en mars, il est pris par les Allemands. Il s'échappe bientôt grâce au fait que sa prison est touchée par l'artillerie de l'Armée rouge.

### Après la guerre
Après la guerre, Wetzler s'établit à Bratislava et se marie avec une compatriote, Etela, qu'il a connue à Auschwitz. Ils ont une fille.
Wetzler adhère au parti communiste avec sa femme. Il mène une vie modeste, en travaillant comme rédacteur au magazine satirique Roháč, puis comme employé dans plusieurs entreprises.
Il n'est pas honoré pour son passé pendant la guerre, mais il l'évoque plusieurs fois sous le pseudonyme Jozef Lánik, qu'il a pris après son évasion,. La première fois, il le fait dans une brochure, en 1945,, puis dans un livre paru en 1946,. En 1961, il fournit une déposition pour le procès d'Adolf Eichmann, puis il témoigne au procès de Francfort de 1963-1965 de certains criminels de guerre nazis. En 1964, il publie son dernier livre, un roman autobiographique traitant de la période de sa déportation et de son évasion,,.
Après le Printemps de Prague de 1968, Wetzler est exclu du parti communiste et, par conséquent, marginalisé du point de vue social. En 1970, il prend sa retraite avec une pension d'invalidité, mais de 1979 à 1987, il travaille à temps partiel dans une bibliothèque. Il meurt en 1988.
Wetzler n'est honoré post mortem que bien après le changement de régime de 1989. En 1997, il est décoré de l'Ordre de Ľudovít Štúr (en), 2e classe et, en 2007, de la Croix de Milan Rastislav Štefánik, 1re classe. La même année, il reçoit le titre de citoyen d'honneur de la ville de Trnava.

## Le rapport Vrba-Wetzler
Le rapport de Wetzler et de Vrba est l'un des trois rapports que contient le document connu sous le nom de Auschwitz Protocols (Protocoles d'Auschwitz) ou Auschwitz Reports (Rapports d'Auschwitz). Parvenus à Washington, à la War Refugee Board (WRB) (Commission des réfugiés de guerre), celle-ci les a d'abord fournis à la presse dans leur version en anglais, sous forme dactylographiée,, le 18 novembre 1944. Sous cette forme, le rapport Vrba-Wetzler occupe 27 pages et demie sur les 57 pages du document entier. La même WRB a publié les trois rapports le 26 du même mois, dans une brochure de 30 pages. Le rapport Vrba-Wetzler y occupe les pages 7 à 18, constituant deux chapitres de ce qui apparaît comme Report No. 1 The Extermination Camps of Auschwitz (Oswiecim) and Birkenau in Upper Silesia (Rapport n° 1 Les camps d'extermination d'Auschwitz (Oswiecim) et Birkenau, en Haute Silésie).